# Пикулева, Нина Васильевна
Нина Васильевна Пи́кулева (род. 19 июля, 1952, Челябинск) — советская и российская детская поэтесса, заслуженный работник культуры Российской Федерации (2006).

## Биография
Нина Васильевна Пикулева родилась 19 июля 1952 года в Челябинске.
Первая публикация стихов Нины Пикулевой произошла 1 декабря 1973 года, в «Политехнических кадрах» — газете Челябинского политехнического института, где училась тогда Нина Васильевна. По окончании вуза Нина Пикулева устроилась работать инженером на Челябинский тракторный завод и вступила в литературное объединение ЧТЗ, где и встретила своего будущего литературного наставника Ефима Григорьевича Ховива, который помог ей выбрать творческое направление — детскую литературу. В 1984 году была опубликована первая стихотворная подборка в альманахе «Каменный пояс», а в 1985 цикл детских стихотворений в литературном журнале Нева. В 1988 году в столичном издательстве «Малыш» вышла первая книга «В гостях у бабушки».
С тех пор Ниной Васильевной издано более 100 книг общим тиражом более 4 миллионов экземпляров.
Творческое кредо уральского автора — материнская поэзия, или поэзия с колыбели. Нина Пикулева — автор идеи создания в Челябинске двух первых Школ поэтической педагогики для грудных детей и родителей, они успешно работают с 1995 года при детских поликлиниках, библиотеках, детских садах Южного Урала.
Другое направление в её творчестве — игровая поэзия (загадки, считалки, игры со словом). Авторские игры Нины Пикулевой быстро вписались в жизнь семей, детских коллективов, городских и международных лагерей («Артека», «Орлёнка») благодаря лёгкости запоминания и публикациям в журналах с 1995 года («Вожатый», «Затейник» и др.)
Третье направление — песни для детей. Совместно с композиторами Е.Попляновой, А.Сафоновым, В.Семененко написано более 70 песен, в том числе «Улица Радости», канон «Шла Весёлая Собака», юбилейная «Во Дворце на Алом поле».
В 2006 году Нине Пикулевой присвоено звание Заслуженный работник культуры РФ. В течение 25 лет Нина Васильевна регулярно участвует в радиопередачах Челябинского областного радио.
С 2004 по 2014 годы Нина Васильевна работала в составе правления челябинского отделения Союза писателей РФ, стала инициатором выпуска сборника «СП России. Современный литературно-библиографический справочник» (2005) и проведения юбилейного вечера писателей Челябинска.
Нина Пикулева — постоянный автор православного журнала Колокольчик.
По данным Российской книжной палаты Нина Пикулева заняла 16-е место в Рейтинге самых издаваемых детских авторов России за 2008 год
Книги Нины Пикулевой издаются в крупных столичных издательствах, в том числе в советское время известным издательством «Малыш», выпустившим её книгу «В гостях у бабушки» тиражом 150 тысяч экземпляров.    
Стихи Нины Пикулевой включены в букварь издательства Мнемозина, рекомендованное к использованию Министерством образования и науки (закл. № 01-5/7д-757 от 24.10.2011)

## Критика
«Нина Пикулева пишет для самых маленьких, что в детской литературе вообще редкость, — отзывается о ней почетный дипломант им. Х. К. Андерсена Международного совета по детской литературе, детский поэт Юрий Кушак, — пишет так, словно её строки существовали всегда, как народные песенки и побаски, и поэтому сразу запоминаются и становятся частью духовной жизни наших малышей. При всём том и по лексике, и по образу мышления Нина Пикулева не только русский поэт, но и поэт абсолютно современный.»
«Живёт в Челябинске счастливый человек, его окружают самые лучшие люди на свете — дети, — пишет в предисловии к новой книге Нины Пикулевой советский детский классик Альберт Лиханов. — Сколько книжек он для них написал, сколько слёзных морей своими стихами высушил! И слово-то придумал подходящее — уговорушки». 

## Награды и звания
- Вторая премия и Серебряный Диплом Всероссийского конкурса молодых авторов «Твой огромный мир» (1988)[13]
- Лауреат литературной премии ЧТЗ (1995)[14]
- Лауреат первой литературной премии им. М. Клайна (2001)[14]
- Лауреат первой национальной премии им. Л. Н. Толстого (2002)[14]
- Лауреат Международного литературного конкурса «Встречь солнцу» (2012)[14]
- Лауреат 4-го Международного конкурса детской и юношеской литературы им. А. Н. Толстого (2012)[14]
- Лауреат 7-й Международной литературной премии им. П. П. Ершова (2012)[14]
- Член Союза писателей России (с 1991)[14]
- Заслуженный работник культуры РФ (2006)[14]
- Лауреат областной премии «Золотая лира» (2012)[15]
- Знак отличия «За заслуги перед Челябинской областью» (7 апреля 2022) — за большой личный вклад в развитие детской литературы, популяризацию и сохранение культуры чтения